# David Quammen
David Quammen (Cincinnati, 24 febbraio 1948) è un saggista e divulgatore scientifico statunitense.

## Biografia
Quammen si è diplomato alla St. Xavier High School nel 1966. È laureato a Yale, e durante gli studi universitari a Oxford ha studiato letteratura, concentrandosi sulle opere di William Faulkner.
Quammen fu attratto nei primi anni '70 dalla pesca alla trota nello stato del Montana, dove tuttora vive, pur viaggiando per i suoi articoli sul National Geographic e per le ricerche dei suoi libri.
Dal 2007 al 2009 è stato professore di studi americani occidentali presso la Montana State University. Per quindici anni ha curato una rubrica intitolata "Natural Acts" per la rivista Outside. I suoi articoli sono anche apparsi su National Geographic, Harper's, Rolling Stone, New York Times Book Review e altri periodici.
Nel 2013 il suo libro Spillover, nel quale si preconizza una pandemia zoonotica, è stato selezionato per il PEN / EO Wilson Literary Science Writing Award.
Durante l'autunno 2014 è stato coinvolto, a causa dei libri e degli articoli che ha pubblicato, nella discussione pubblica sullo scoppio della malattia da virus Ebola nell'Africa occidentale e la sua susseguente diffusione.
La pandemia di COVID-19 l'ha portato alla ribalta mondiale in quanto aveva preconizzato, nel suo saggio del 2012, una nuova zoonosi pandemica con focolaio in Cina.
Ne L’evoluzionista riluttante prefigura una pandemia in arrivo dai polli e suini e la trasmissione del cancro all'uomo.

## Opere

### Saggistica
- Natural Acts: A Sidelong View of Science and Nature, 1985; ristampa, Avon Books, 1996, ISBN 0-380-71738-7; ed. aumentata, nuova introduzione, W.W. Norton, 2009, ISBN 978-0-393-33360-2.
- The Flight of the Iguana: A Sidelong View of Science and Nature, Scribner, 1988, ISBN 0-684-83626-2.
- Miracle of the Geese: Words from the Land: Encounters with Natural History Writing, Salt Lake City, Peregrine Smith Books, 1988.
- The Song of the Dodo: Island Biogeography in an Age of Extinctions, Scribner, 1996 (ristampa 1997), ISBN 0-684-82712-3
- Wild Thoughts From Wild Places, New York, Scribner, 1999, ISBN 0-684-85208-X.
- The Boilerplate Rhino: Nature in the Eye of the Beholder, New York, Scribner's, 2001, ISBN 0-7432-0032-2.
- Monster of God : The Man-Eating Predator in the Jungles of History and the Mind, New York: W.W. Norton, 2003, ISBN 0393051404.
  - Alla ricerca del predatore alfa. Il mangiatore di uomini nelle giungle della storia e della mente, Collezione La collana dei casi n.61, Milano, Adelphi, 2005, ISBN 978-88-459-1951-0.
- Alexis Rockman, New York, Monacelli Press, 2004.
- The Reluctant Mr. Darwin: An Intimate Portrait of Charles Darwin and the Making of His Theory of Evolution, Great Discoveries, W.W. Norton, 2006, ISBN 978-0-393-32995-7.
  -  L'evoluzionista riluttante. Il ritratto privato di Charles Darwin e la nascita della teoria dell'evoluzione, traduzione di Silvia Vivan, Collana Le grandi scoperte, Torino, Codice Edizioni, 2008, ISBN 978-88-757-8116-3. - Introduzione di Telmo Pievani, Collana Scienza e Idee n.376, Milano, Raffaello Cortina, 2025, ISBN 978-88-328-5750-4.
- The Kiwi's Egg: Charles Darwin and Natural Selection, London, Weidenfeld & Nicolson, 2007.
- Spillover: Animal Infections and the Next Human Pandemic, New York, W.W. Norton, 2012, ISBN 978-0-393-06680-7.
  - Spillover. L'evoluzione delle pandemie, Milano, Adelphi, 2014, ISBN 978-88-459-2929-8.
- Ebola: The Natural and Human History of a Deadly Virus, New York, Norton, 2014.
- The Chimp and the River: How AIDS Emerged from an African Forest, New York, W.W. Norton, 2015, ISBN 978-0-393-35084-5.
- Yellowstone: A Journey Through America’s Wild Heart, National Geographic, 2016.
- The Tangled Tree: A Radical New History of Life, New York, Simon & Schuster, 2018, ISBN 978-14-767-7664-4.
  - L'albero intricato, trad. Milena Zemira Ciccimarra, Collezione La collana dei casi n.135, Milano, Adelphi, 2020, ISBN 978-88-459-3480-3.
- The Warnings, articolo apparso su The New Yorker dell'11 maggio 2020.
  -  Perché non eravamo pronti, collana Collana Microgrammi; 4, traduzione di Milena Zemira Ciccimarra, Milano, Adelphi, 2021, ISBN 978-88-459-3547-3.
- Breathless: The Scientific Race to Defeat a Deadly Virus, New York, Simon & Schuster, 2022.
  - Senza respiro. La corsa della scienza per sconfiggere un virus letale, trad. di Milena Zemira Ciccimarra, Collezione La collana dei casi n.146, Milano, Adelphi, 2022, ISBN 978-88-459-3739-2
- The Heartbeat of the Wild. Dispatches from Landscapes of Wonder, Peril, and Hope, 2023
  -  Il cuore selvaggio della natura. Dispacci dalle terre della meraviglia, del pericolo e della speranza, traduzione di Milena Zemira Ciccimarra, Collezione La collana dei casi n.155, Milano, Adelphi, 2024, ISBN 978-88-459-3922-8.
- L’evoluzionista riluttante, Raffaello Cortina Editore, 2025.

### Narrativa
- To Walk the Line, 1970.
- Walking Out, 1980.
- The Zolta Configuration, 1983.
- The Soul of Viktor Tronko, 1987.
- Blood Line: Stories of Fathers and Sons, 1988.

## Riconoscimenti
- Borsa di studio Rhodes 1970[5]
- 1987 National Magazine Award[6]
- 1988 Guggenheim Fellowship[7]
- 1994 National Magazine Award
- 1996 Premio Oscar in Letteratura dall'American Academy of Arts and Letters[8]
- Premio Natural World Book 1996[9]
- 1997 Helen Bernstein Book Award per l'eccellenza nel giornalismo[10]
- 1997 Lannan Foundation Fellowship[11]
- Medaglia di John Burroughs del 1997 per la scrittura sulla natura[12]
- 2000 Dottorato honoris causa presso la Montana State University[13]
- 2001 Premio PEN / Spielvogel-Diamonstein per l'arte del saggio per The Boilerplate Rhino[14]
- 2005 National Magazine Award
- Dottorato onorario 2009 presso il Colorado College[15]
- 2012 Premio Stephen Jay Gould della Society for the Study of Evolution[16]
- 2013 Medaglie Andrew Carnegie per l'eccellenza nella narrativa e nella saggistica, finalista nella sezione "Saggistica" con Spillover[17][18][19]